# 22594 Ступс
22594 Ступс (22594 Stoops) — астероїд головного поясу, відкритий 23 квітня 1998 року.
Тіссеранів параметр щодо Юпітера — 3,600.